# Drebligar
Drebligar ist ein Ortsteil der Gemeinde Elsnig im Landkreis Nordsachsen in Sachsen.

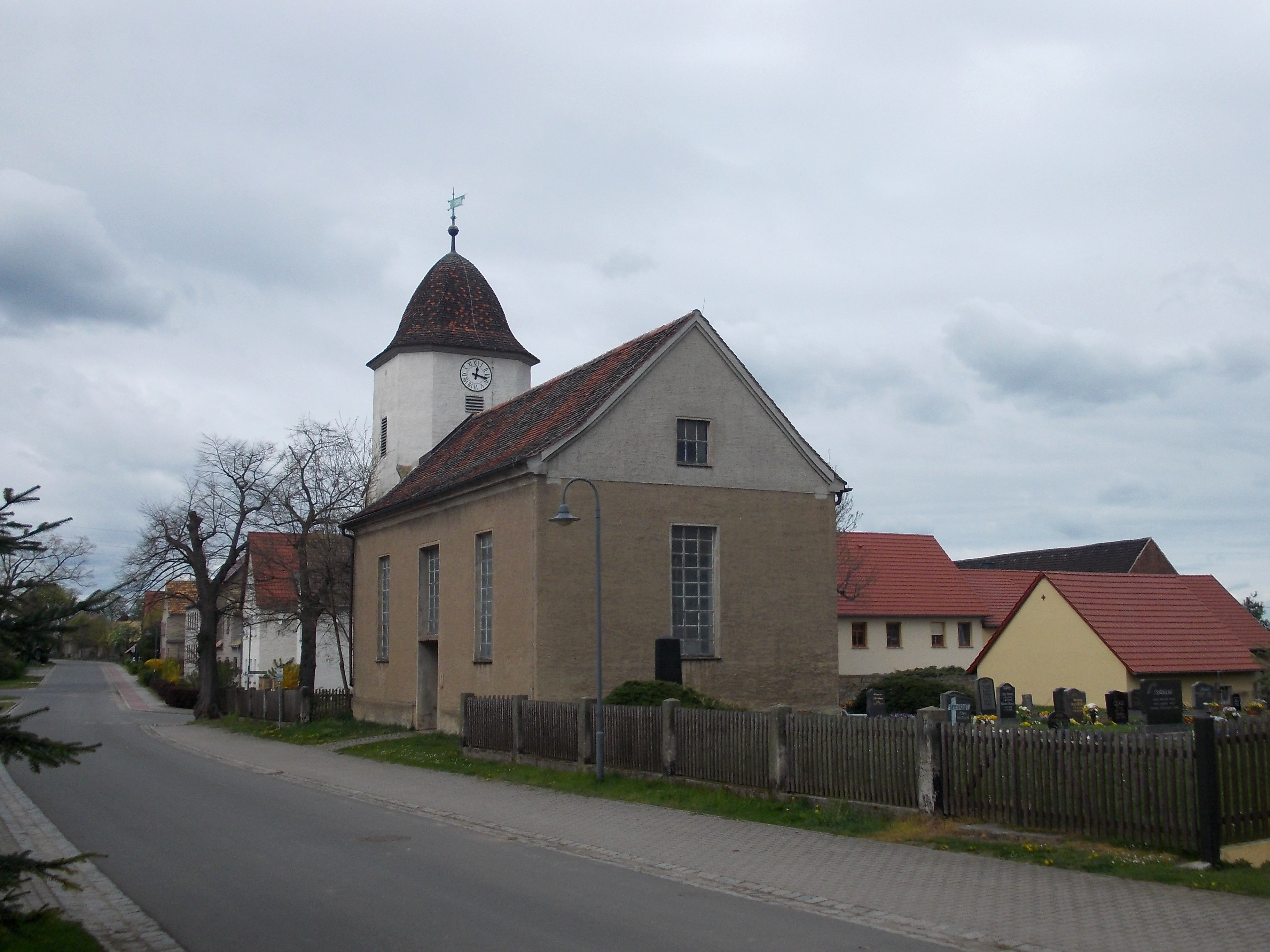
Kirche Drebligar

## Lage
Das Straßendorf Drebligar befindet sich nördlich der Gemeinde Elsnig in der Elbeniederung nordöstlich des Ortsteils Vogelgesang und östlich der Bundesstraße 182. Verkehrsmäßig ist der Ortsteil durch eine Nebenstraße angeschlossen, die auch nach Polbitz führt. Dort ist auch das westliche Ufer der Elbe.

## Geschichte
Bereits 1314 nannte das Amt Torgau das Dorf Trebilgar, 1628 war es Drebligau und 1791 Drebligar. 1818 wohnten hier 170 Personen und 1964 waren es 161. 1895 war von einem Gutsbezirk und 478 Hektar Land die Rede. Am 20. Juli 1950 wurde die bis dahin eigenständige Gemeinde Polbitz eingegliedert. Im Jahr 1974 wurde das Dorf in Elsnig eingemeindet.